# Steven Berghuis
Steven Berghuis (phát âm tiếng Hà Lan: [ˈsteːvə(n) ˈbɛrxœys], sinh ngày 19 tháng 12 năm 1991) là một cầu thủ bóng đá chuyên nghiệp người Hà Lan hiện đang thi đấu ở vị trí tiền vệ chạy cánh cho Ajax tại Giải Bóng đá Vô địch Quốc gia Hà Lan và Đội tuyển bóng đá quốc gia Hà Lan.

## Thống kê sự nghiệp
Tính đến ngày 19 tháng 5 năm 2021
| Câu lạc bộ          | Mùa giải            | Giải đấu            | Giải đấu | Giải đấu | Cúp quốc gia | Cúp quốc gia | Châu Âu | Châu Âu | Khác | Khác | Tổng cộng | Tổng cộng |
| Câu lạc bộ          | Mùa giải            | Hạng                | Trận     | Bàn      | Trận         | Bàn          | Trận    | Bàn     | Trận | Bàn  | Trận      | Bàn       |
| ------------------- | ------------------- | ------------------- | -------- | -------- | ------------ | ------------ | ------- | ------- | ---- | ---- | --------- | --------- |
| Twente              | 2010–11             | Eredivisie          | 1        | 0        | 0            | 0            | 0       | 0       | 0    | 0    | 1         | 0         |
| Twente              | 2011–12             | Eredivisie          | 7        | 1        | 2            | 4            | 5       | 0       | 1    | 0    | 15        | 5         |
| Twente              | Tổng cộng           | Tổng cộng           | 8        | 1        | 2            | 4            | 5       | 0       | 1    | 0    | 16        | 5         |
| VVV-Venlo (mượn)    | 2011–12             | Eredivisie          | 16       | 2        | 0            | 0            | 0       | 0       | 4    | 2    | 20        | 4         |
| AZ                  | 2012–13             | Eredivisie          | 23       | 0        | 3            | 0            | 1       | 0       | 0    | 0    | 27        | 0         |
| AZ                  | 2013–14             | Eredivisie          | 29       | 9        | 5            | 1            | 7       | 0       | 0    | 0    | 41        | 10        |
| AZ                  | 2014–15             | Eredivisie          | 22       | 11       | 2            | 0            | 0       | 0       | 0    | 0    | 24        | 11        |
| AZ                  | Tổng cộng           | Tổng cộng           | 74       | 20       | 10           | 1            | 8       | 0       | 0    | 0    | 92        | 21        |
| Watford             | 2015–16             | Premier League      | 9        | 0        | 2            | 0            | 1       | 0       | 0    | 0    | 11        | 0         |
| Feyenoord (mượn)    | 2016–17             | Eredivisie          | 30       | 7        | 4            | 1            | 3       | 0       | 0    | 0    | 37        | 8         |
| Feyenoord           | 2017–18             | Eredivisie          | 31       | 18       | 5            | 4            | 6       | 1       | 1    | 0    | 43        | 23        |
| Feyenoord           | 2018–19             | Eredivisie          | 33       | 12       | 4            | 1            | 3       | 0       | 0    | 0    | 40        | 13        |
| Feyenoord           | 2019–20             | Eredivisie          | 24       | 15       | 4            | 4            | 10      | 3       | 0    | 0    | 38        | 22        |
| Feyenoord           | 2020–21             | Eredivisie          | 33       | 19       | 2            | 1            | 6       | 1       | 0    | 0    | 41        | 21        |
| Feyenoord           | Tổng cộng           | Tổng cộng           | 151      | 71       | 19           | 11           | 28      | 5       | 2    | 1    | 199       | 87        |
| Tổng cộng sự nghiệp | Tổng cộng sự nghiệp | Tổng cộng sự nghiệp | 258      | 94       | 33           | 16           | 42      | 5       | 7    | 3    | 338       | 117       |

#### Bàn thắng quốc tế
Bàn thắng và kết quả của Hà Lan được để trước.
| # | Ngày                | Địa điểm                              | Đối thủ   | Bàn thắng | Kết quả | Giải đấu                 |
| - | ------------------- | ------------------------------------- | --------- | --------- | ------- | ------------------------ |
| 1 | 27 tháng 3 năm 2021 | Johan Cruyff Arena, Amsterdam, Hà Lan | Latvia    | 1–0       | 2–0     | Vòng loại World Cup 2022 |
| 2 | 30 tháng 3 năm 2021 | Sân vận động Victoria, Gibraltar      | Gibraltar | 1–0       | 7–0     | Vòng loại World Cup 2022 |